# Leptostylus heticus
Leptostylus heticus är en skalbaggsart som beskrevs av Fernando de Zayas 1975. Leptostylus heticus ingår i släktet Leptostylus och familjen långhorningar.
Artens utbredningsområde är Kuba. Inga underarter finns listade i Catalogue of Life.